# Aaron Yan
Aaron Yan (hagyományos kínai: 炎亞綸, egyszerűsített: 炎亚纶, pinjin: Yán Yǎ-lún, magyaros: Jen Ja-lun; 1985. november 20. –) tajvani popénekes, színész, modell, a 2010 óta inaktív Fahrenheit fiúegyüttes legfiatalabb tagja. Első szólólemeze 2011-ben jelent meg The Next Me címmel.

## Élete és pályafutása
Aaron Yan első televíziós szerepét az Ansi ajmej huj (Anshi Aimei hui) (安室愛美惠) című szitkomban kapta 2004-ben. 2005-ben a Fahrenheit együttes tagja lett.
Számos televíziós sorozatban szerepelt együttese tagjaival, például az It Started With a Kiss és a They Kiss Again című romantikus vígjátékokban. Első főszerepét a Mysterious Incredible Terminator című sorozatban kapta 2008-ban.
2013-ban a Just You című sorozatban Puff Kuo partnere volt, 2014-ben a japán TVB csatorna A Time of Love című filmjében vállalt szerepet, amelyben egy titkos receptet kereső péket alakít, aki vicces történések közepette beleszeret a recept dundi japán őrzőjébe. Ezt követően a Fall In Love With Me című tajvani sorozatban játszott Tia Lee-vel.

## Diszkográfia
| Év   | Album                      | Kiadó                                 |
| ---- | -------------------------- | ------------------------------------- |
| 2011 | The Next Me (下一個炎亞綸) | HIM International Music & Pony Canyon |
| 2012 | The Moment (紀念日)        | HIM International Music & Pony Canyon |
| 2014 | Drama                      | HIM International Music               |
| 2014 | Cut                        | HIM International Music               |

## Filmográfia

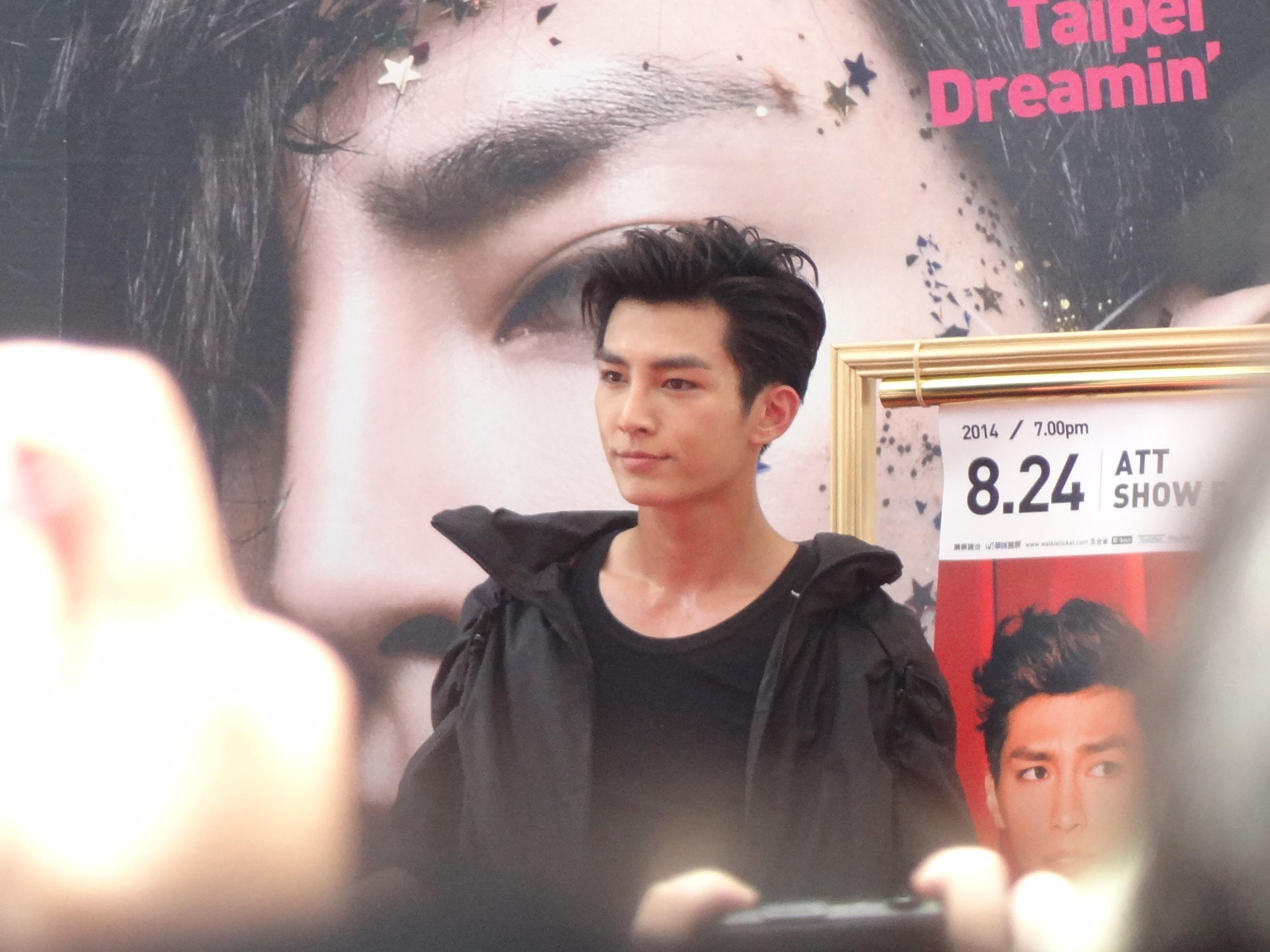
Aaron Yan 2014-ben Cut című albuma dedikálásán

| Év   | Cím                                | Szerep                                                                    | Csatorna         | Megjegyzés                           |
| ---- | ---------------------------------- | ------------------------------------------------------------------------- | ---------------- | ------------------------------------ |
| 2004 | Ansi ajmej huj (An Shi Ai Mei Hui) | N/A                                                                       | Azio TV          | vendégszereplő                       |
| 2005 | It Started With a Kiss             | A-bu (Ah Bu) (阿布)                                                       | CTV              | mellékszereplő                       |
| 2005 | KO One                             | Ting Hsziao-jü (Ding Xiao-yu)                                             | GTV              | mellékszereplő                       |
| 2007 | The X-Family                       | Csiu Ta-csang Laovu (Jiu Da Zhang Lao Wu) / Ting Hsziao-jü (Ding Xiao-yu) | GTV              | mellékszereplő                       |
| 2007 | They Kiss Again                    | A-Bu (Ah Bu) (阿布)                                                       | CTV              | mellékszereplő                       |
| 2008 | Pi Li MIT                          | Csan Si-tö (Zhan Shi-de) / 007                                            | GTV              | főszereplő                           |
| 2009 | K.O.3an Guo                        | Csiu Da-csang Laovu (Jiu Da Zhang Lao Wu) / Ting Hsziao-jü (Ding Xiao-yu) | FTV / GTV        | Guest Star                           |
| 2010 | Love Buffet                        | Csen Ven-csing (Chen Wen-qing) / Csen Tien-csing (Chen Tian-qing)         | FTV              | főszereplő                           |
| 2010 | Gloomy Salad Days                  | Sen Csi (Shen Qi)                                                         | PTS              | főszereplő                           |
| 2011 | Sunny Girl                         | önmaga                                                                    | TTV Main Channel | vendégszereplő                       |
| 2012 | Alice in Wonder City               | Ho Ting-jü (He Ting-yu)                                                   | CTS              | főszereplő                           |
| 2013 | Just You                           | Csi Ji (Qi Yi)                                                            | SETTV            | főszereplő                           |
| 2014 | A Time of Love                     | Csan Daj-tin (Chan Dai-tin)                                               | TVB Jade         | főszereplő, Story 3: Cartoon / Comic |
| 2014 | Fall In Love With Me               | Lu Tien-hszing (Lu Tian-xing) / Hsziao Lu (Xiao Lu)                       | TTV              | Male Lead                            |
| 2014 | Angel 'N' Devil                    | Csiu Da-csang Laovu (Jiu Da Zhang Lao Wu) / Ting Hsziao-jü (Ding Xiao-yu) | N/A              | mellékszereplő                       |